# Istituto di scienza e tecnologia dell'Università di Manchester
L'Istituto di scienza e tecnologia dell'Università di Manchester, o UMIST (acronimo in inglese per University of Manchester Institute of Science and Technology) fu fondato in Inghilterra, Regno Unito, il 7 aprile 1824, con il nome di Manchester Institute of Mechanics. Tra gli studiosi fondatori c'era John Dalton.
All'inizio del XX secolo ha cambiato il suo nome in Municipal School of Technology, funzionante come Facoltà di Tecnologia dell'Università Victoria di Manchester (Università nota anche come Owens College prima del 1851).
Nel 1954 ricevette il Regio decreto come Università con finanziamenti indipendenti dalla Corona; ed è stato ribattezzato Manchester College of Science and Technology. Nel 1966 adotta il nome UMIST. Tuttavia, in quegli anni, fu l'Università Victoria di Manchester a rilasciare i titoli accademici dell'UMIST, ed entrambe le università furono governate da un organo collegiale comune fino al 1993, quando l'UMIST ricevette la necessaria autonomia dalla Corona britannica.
Nell'autunno del 2004, UMIST si è fusa con l'Università Victoria, per creare l'Università di Manchester. Questa università è la più grande di Manchester e una delle più grandi d'Europa; e segna i dati della sua fondazione nel 1824, anno in cui fu creata la School of Mechanics fondata da John Dalton. Questa università congiunta ha avuto (fino al 2004) 23 premi Nobel.
I suoi famosi accademici, ricercatori e laureati includono Joseph Thomson e John Cockcroft (premi Nobel per la fisica nel 1906 e 1951 rispettivamente), John Dalton, James Prescott Joule, Carl Schorlemmer, Ernest Rutherford, John Polanyi e Michael Smith (premi Nobel per la chimica nel 1908, 1986 e 1993, rispettivamente).